# Liviu Băjenaru
Liviu Băjenaru (n. 6 mai 1983, București, România) este un fotbalist român care evoluează pe posturile de mijlocaș ofensiv și mijlocaș dreapta la echipa CSA Steaua București.